# Mercato nero in Italia durante la seconda guerra mondiale
Il mercato nero in Italia durante la seconda guerra mondiale fu una delle conseguenze della disorganizzazione delle autorità civili fin dai primi anni dall'inizio del conflitto nella gestione della distribuzione dei generi razionati, oltre che della progressiva riduzione della quantità di derrate disponibili nelle città, che favorì la nascita e il consolidamento di una rete clandestina di scambi. 

## Il contesto storico
La penuria di viveri disponibili sul mercato, provocò già nei primi anni di guerra una risalita dei prezzi: il prezzo del pane, da circa 1,80 Lire al chilogrammo nel 1938, arrivò a costare nel 1943 al mercato nero 8,50 Lire mentre la pasta, che costava 3 Lire al chilogrammo, nel 1943 salì a 9 Lire.

Borsa nera a Roma

Dopo l'armistizio di Cassibile e il prosieguo della guerra con il suo fronte risalente la penisola, il mercato nero crebbe fino a proporzioni gigantesche. La requisizioni messe in atto degli Alleati al sud (risarcite solo a fine guerra) e dei tedeschi al centro-nord, l'evanescenza delle autorità statuali italiane e la contemporanea presenza di autorità concorrenti straniere d'occupazione (ufficiale o surrettizia) crearono aree nelle quali il mercato nero poteva prosperare quasi senza alcun tipo di contrasto. Inoltre in non pochi casi perfino le autorità italiane si trovarono costrette a tollerare il fenomeno, di fronte all'impossibilità di rifornire altrimenti le popolazioni dei beni di prima necessità.
Nel Meridione - dove la moneta d'occupazione alleata Am-lira subì una fortissima inflazione e veniva spesso rifiutata dai contrabbandieri - l'unica via per ottenere generi alimentari oramai introvabili era divenuto il baratto dei beni personali e di famiglia. Interi patrimoni andarono così perduti per assicurare pochi pasti alle famiglie. Dalle città gli abitanti uscivano diretti verso la campagna per poter comprare, a caro prezzo, prodotti alimentari agricoli dai contadini. Uno degli episodi più noti al riguardo fu il disastro di Balvano, quando un treno affollato di abitanti dell'hinterland della provincia di Napoli che cercavano di rifornirsi di derrate al mercato nero delle campagne lucane, rimase bloccato in una galleria progressivamente invasa dal fumo; il bilancio fu di almeno 500 vittime.
Nel territorio repubblichino la lotta contro il mercato nero fece ricorso all'adozione di pene estremamente severe contro i "borsari neri", tuttavia il contenimento del malaffare fu appena poco più efficiente che nel territorio occupato dagli Alleati. Senz'altro contribuì anche una migliore gestione dei beni e delle distribuzioni annonarie (nonostante le pressioni tedesche in senso opposto) e la minore inflazione della lira ufficiale italiana, sottoposta ad un controllo serrato, che nel territorio repubblichino (incluse le "Zone d'operazioni" occupate dai tedeschi) continuò a circolare regolarmente, sostituendo il marco d'occupazione che le autorità militari germaniche batterono per alcune settimane dopo l'8 settembre 1943. Nonostante tutto, l'inflazione crebbe anche nella RSI, divenendo, negli ultimi mesi, irrefrenabile.
Lungo il confine con la Svizzera il mercato nero era alimentato dall'attività di contrabbandieri che portavano in Italia i generi di prima necessità e di conforto. Il contrabbando, già abbondantemente presente nell'area, crebbe enormemente negli ultimi due anni di guerra: ad inizio luglio 1943 un franco svizzero valeva 27 lire italiane, al mercato nero, salito a 50 lire subito dopo lo sbarco alleato in Sicilia del 10 luglio, per stabilizzarsi infine a 240 lire per un franco

## Le cause e le vittime principali
Esso veniva talvolta alimentato dalla complicità di funzionari, commercianti e produttori, che aggiravano il sistema di stoccaggio degli ammassi pubblici e il razionamento, creando così un mercato parallelo svincolato dove le merci, spesso anche di qualità migliore rispetto a quelle razionate, raggiungevano prezzi estremamente alti. Vittime del mercato nero furono soprattutto gli esponenti della piccola borghesia cittadina e impiegatizia, soprattutto abitante le aree urbane, colpita in particolare dall'inflazione e dall'impossibilità di effettuare baratto con generi di propria produzione.

## Nell'arte
La vita delle famiglie più povere alle prese con l'economia del mercato nero durante la guerra fu raccontata efficacemente da Eduardo De Filippo, con la sua commedia Napoli milionaria!.